# Gorbănești
Gorbănești est une commune du județ de Botoșani en Roumanie.